# Odorowci
Odorowci (bułg. Одоровци) – wieś w Bułgarii, w obwodzie Montana, w gminie Brusarci. Według danych szacunkowych Ujednoliconego Systemu Ewidencji Ludności oraz Usług Administracyjnych dla Ludności, 15 grudnia 2018 roku miejscowość liczyła 6 mieszkańców.